# Fenestra platyceps
Fenestra platyceps är en insektsart som först beskrevs av Morgan Hebard 1924.  Fenestra platyceps ingår i släktet Fenestra och familjen gräshoppor. Inga underarter finns listade i Catalogue of Life.